# Karlskoga distrikt
Karlskoga distrikt är det enda distriktet i Karlskoga kommun i Örebro län. Distriktet ligger omkring Karlskoga i östra Värmland och är befolkningsmässigt både Värmlands och Örebro läns största distrikt. Den östligaste delen av distriktet ligger i Närke. Utöver detta gränsar distriktet även till Västmanland.

## Tidigare administrativ tillhörighet
Distriktet inrättades 2016 och utgörs av området Karlskoga stad omfattade till 1971 och som före 1940 utgjorde Karlskoga socken.
Området motsvarar den omfattning Karlskoga församling hade 1999/2000. Distriktets omfattning är identiskt med kommunens bortsett från gränsjusteringar som skett efter 2000

## Tätorter och småorter
I Karlskoga distrikt finns två tätorter och sex småorter.

### Tätorter
- Karlskoga
- Valåsen och Labbsand

### Småorter
- Björkborn
- Bregårdsängarna
- Granbergsdal
- Knutsbol (del av) (Södra Östervik)
- Linnebäck
- Storängsudden